# Schwörstadt
Schwörstadt ist eine Gemeinde im Landkreis Lörrach in Baden-Württemberg. Die im südöstlichen Rand des Kreises gelegene Gemeinde grenzt östlich an den Landkreis Waldshut und wird südlich durch den Rhein begrenzt, durch dessen Mitte die Grenze zwischen Deutschland und der Schweiz verläuft.

## Geographie

### Geographische Lage
Schwörstadt liegt in einer Höhe von 296 bis 481 Metern unmittelbar zwischen dem Hochrhein im Süden und dem Dinkelberg, einem südlich vom Südschwarzwald gelagerten kleinen Gebirgszug, im Norden. Der Ortsteil Dossenbach liegt etwa drei Kilometer nördlich von Schwörstadt auf dem Dinkelberg. Der Ortsteil Niederdossenbach befindet sich rund zwei Kilometer nördlich von Schwörstadt und einen Kilometer südlich von Dossenbach. Nördlich von Dossenbach entspringt der Bachtelengraben, der sich talwärts entlang der Kreisstraße bewegt und in Schwörstadt in den Rhein fließt.

### Geologie
Das dominierende Gestein der Gemarkung Schwörstadt-Dossenbach sind die Bänke und Platten des Oberen Muschelkalks, die in den aufgelassenen Steinbrüchen des Dinkelbergs (z. B. beim benachbarten Nollingen und im Steinbruch unterhalb von Minseln, auch im Bachtobel des Stefanslochs) zu sehen sind. Ober- und Niederschwörstadt liegen allerdings nicht im Muschelkalkgebiet, sondern auf den Schottern des Rheins – am Fuße des hier steil abfallenden Dinkelbergs. Dossenbach liegt nur teilweise an den Hängen des Oberen Muschelkalks, da der Dorfbach diesen hier völlig durchschnitten und den Mittleren Muschelkalk freigelegt hat. So liegt ein Teil des Dorfs – wie auch ganz Niederdossenbach – in diesen anders gearteten Schichten. Die Kalksteine des Oberen Muschelkalks sind rissig-klüftig, so dass in ihnen die Niederschläge versinken und, im Untergrund rinnend und fließend und dank der Löslichkeit des Kalksteins Hohlräume schaffen können. Dies ist die Ursache der verschiedenen Karsterscheinungen auf der Gemarkung. Auf dem vorwiegend tonig-mergeligen, also wasserundurchlässigen Mittleren Muschelkalk staut sich das Karstwasser des Oberen Muschelkalks. So tritt der Bach der Dossenbacher Auslaufhöhle in einer Karstquelle etwas unterhalb des Höhlenausgangs über dem Mittleren Muschelkalk aus und verliert dann Wasser unterhalb Niederdossenbach, wo das Bachbett wieder im Oberen Muschelkalk verläuft. Eine stark schüttende Karstquelle ist der Brödelesbrunnen.
Weitere Karsterscheinungen sind Dolinen und Trockentäler. Dolinen sind auf der Gemarkung zahlreich vorhanden. Die Geologische Karte 1:25 000 verzeichnet allein im Gebiet zwischen Noteriff, Linsenberg und Bannenbuch um die 50 Dolinen, darunter einige größere Karstwannen.
Ein ausgeprägtes Trockental ist z. B. das Gehrental, das oberhalb Dossenbach mit einer Hängemündung in den Talraum des Dorfbaches übergeht. Entstanden sind diese Trockentäler in den Kaltzeiten, als der verkarstete Untergrund mit Eis plombiert war, sodass oberirdische Fließgewässer Täler schaffen konnten.

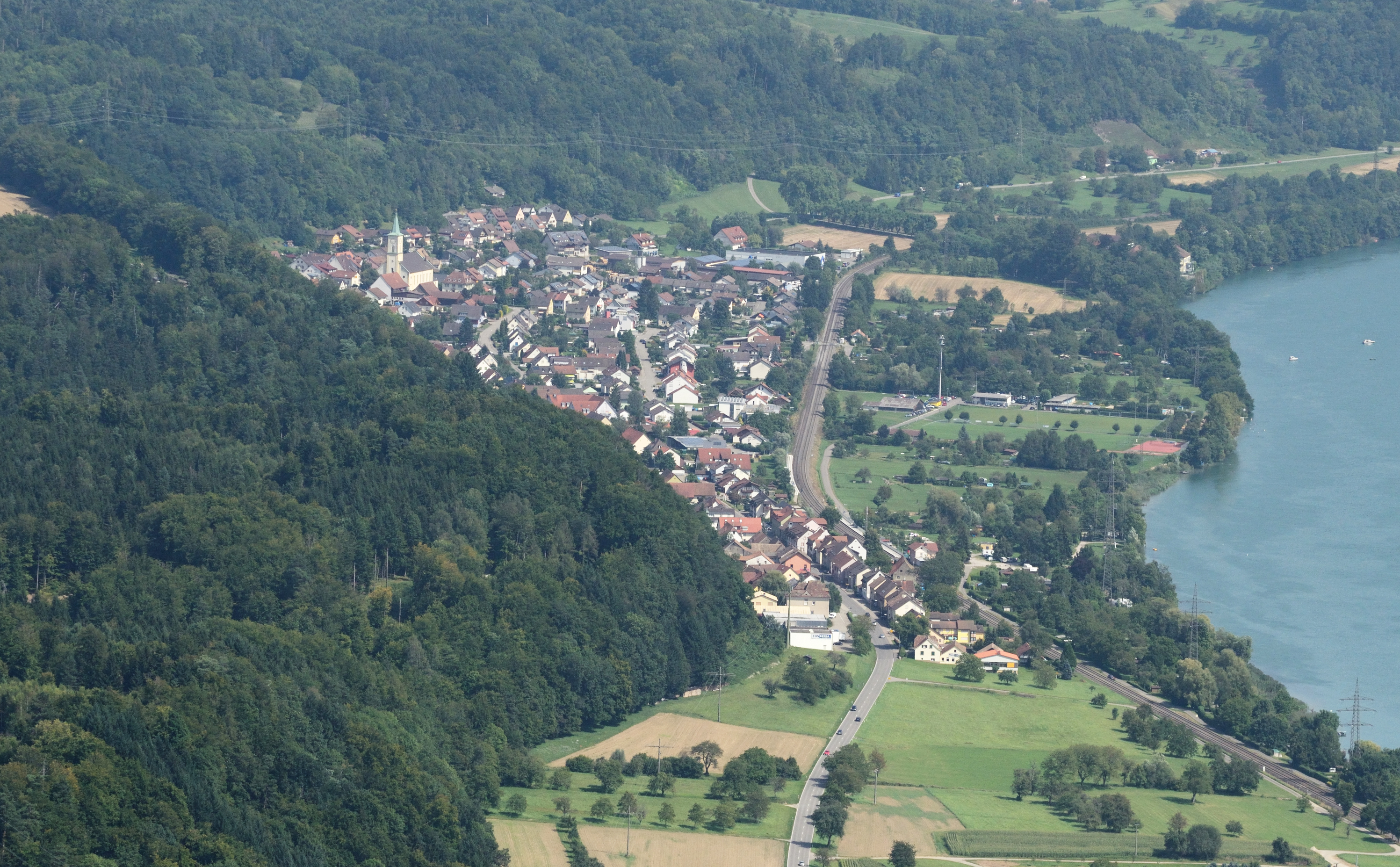
Luftbild von Schwörstadt von Westen

Von Maulburg her zieht eine größere Verwerfung in südwestlicher Richtung nach Schwörstadt, sie grenzt den Zentralen Dinkelberggraben gegen den stärker herausgehobenen Ostteil des Dinkelbergs ab. (Der Zentralgraben wird im Westen durch die Lörrach-Degerfelden-Verwerfung begrenzt.) Während im geschützten Grabenbereich die über dem Muschelkalk lagernde Schichtenfolge des Keupers noch flächenhaft verbreitet ist, ist er auf der östlichen Hochscholle weitgehend der Abtragung zum Opfer gefallen. Nur am Eichbühl und auf Erlen, Steineggershau, Bannholz lagern noch die vorwiegend roten Keupertone über dem Muschelkalk. Die Keuperschichten beim Hollwanger Hof gehören bereits in den Bereich des zentralen Grabens. Die ganze östliche Hochscholle (die für gut zwei weitere Dörfer Platz böte!) ist der Verkarstung wegen nur an den Rändern besiedelt (Wiechs, Eichen). Die Ausnahme bilden Dossenbach mit dem Hinterdorf und der Eichbühlhof. Das Dorf Dossenbach konnte sich im Talgrund seines auf Mittlerem Muschelkalk dauerhaft fließenden Dorfbaches ansiedeln und der Eichbühlhof liegt im nicht verkarsteten Keupergebiet.
Zwischen dem Dinkelberg und dem Rheinbett bilden die in der letzten Kaltzeit abgelagerten Rhein-Schotter den Untergrund, die später teilweise vom Fluss wieder ausgeräumt wurden, so dass die schmale Talebene hier unterschiedliche Niveaus aufweist. Das oberste Niveau wird durch einen über 5 m hohen Rain, ein ehemaliges Rheinufer, direkt unterhalb der Bundesstraße zwischen Ober- und Unterdorf begrenzt. Die Dinkelbergbäche haben bei der Ausmündung in den Talraum des Rheins Schwemmkegel aufgeschüttet, außerdem liegen neben Auelehm auch junge Abschwemmmassen vom Dinkelberghang breitflächig auf den Schottern. Hochterrassenschotter der vorletzten Kaltzeit (Risskaltzeit), auf dem Möhlinerfeld in größerem Umfang vorhanden, sind bei Schwörstadt nur noch am Ramsberghang über Im Zelgle der Erosion entgangen. Dagegen sind Schotter, z. T. zu Nagelfluh verbacken, aus dem älteren Eiszeitalter auf dem Dinkelberg über Schwörstadt erhalten. Es handelt sich um so genannte Tiefere Hochrheindeckenschotter der Mindel-Kaltzeit, die abgelagert wurden, lange bevor sich der Rhein auf das heutige Niveau eingetieft hat. (Die ältere Annahme, es könne sich um Schotter einer Urwiese handeln, gilt heute als unwahrscheinlich.) Man sieht Gerölle dieser Deckenschotter bereits im Hangschutt beim Friedhof. Im Finstergassgraben sind diese alten Kiese und Gerölle (z. T. über kopfgroß) gut zu beobachten. Dabei sind die unteren Schotter noch der Hochterrasse zuzuordnen, die darüber folgenden den Tieferen Hochrheindeckenschottern.
Die Deponie im Lachengraben an der Gemarkungsgrenze wurde in den undurchlässigen Keupertonen angelegt (geologische Barriere aus etwa 5 m mächtigem gipsfreiem Keuper).

### Gemeindegliederung

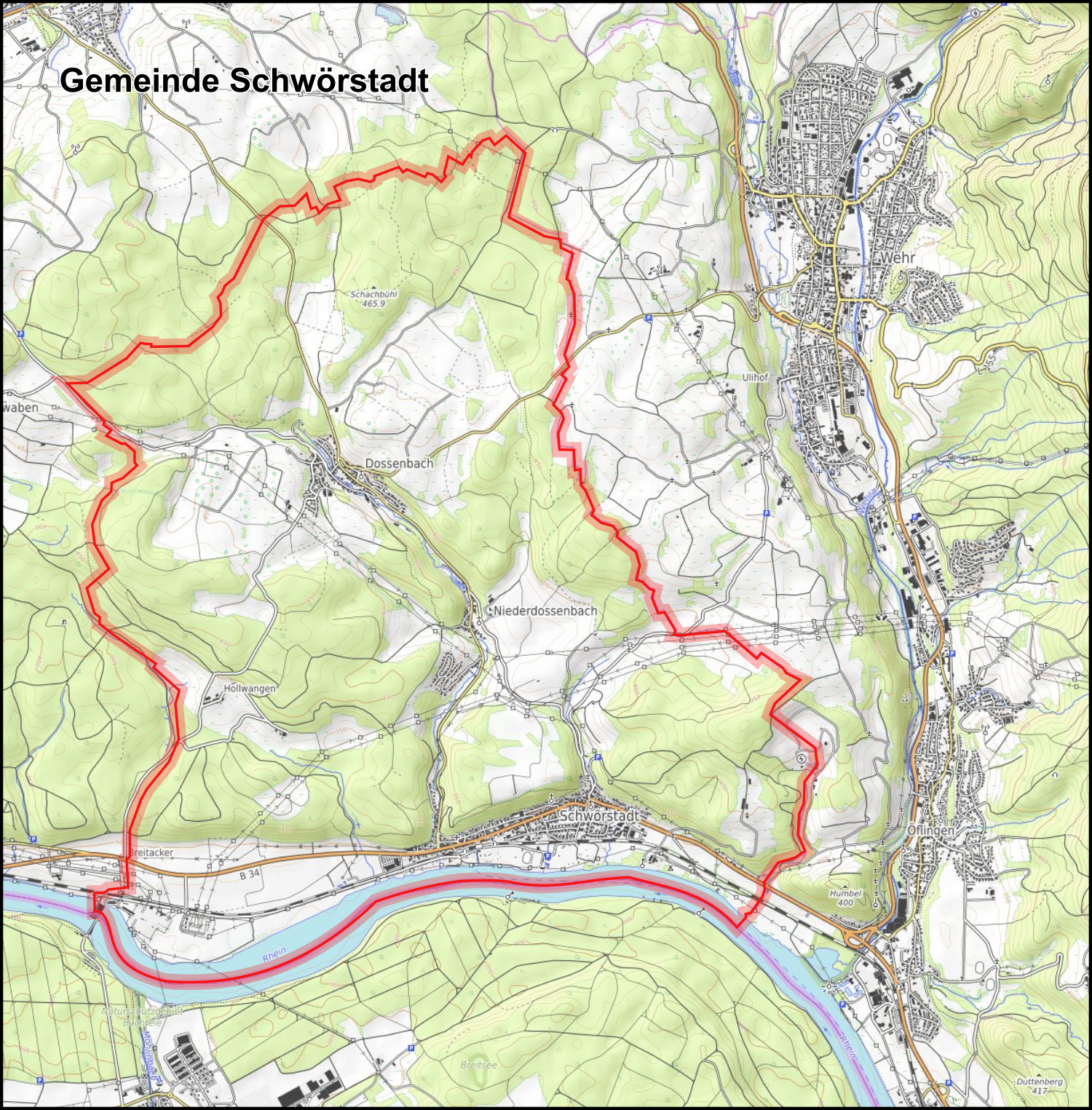
Karte von Schwörstadt mit Gemeindegrenzen

Zur Gemeinde Schwörstadt gehört die früher selbstständige Gemeinde Dossenbach. Die Gemeindefläche von 2008 ha teilt sich in die beiden Gemarkungsflächen von 1172 ha (Schwörstadt) und 836 ha (Dossenbach) auf. Zur Gemeinde Schwörstadt, in den Grenzen von 1970, gehören die Dörfer Niederdossenbach, Oberdorf und Unterdorf, die Siedlung „Siedlung äußerer Berg“, Schloss und Hof „Schloß und Schloßhof“, die Höfe Eichbühlhof und Hollwangen und die Häuser Kraftwerkkolonie.

### Nachbargemeinden
Nachbargemeinden sind am Rhein die Städte Wehr flussaufwärts und Rheinfelden (Baden) flussabwärts sowie die Schweizer Gemeinde Möhlin auf der gegenüberliegenden Seite des Flusses. Im Norden grenzt Schwörstadt an Schopfheim.
Mit Rheinfelden ist der Ort eine Vereinbarte Verwaltungsgemeinschaft eingegangen.

## Geschichte

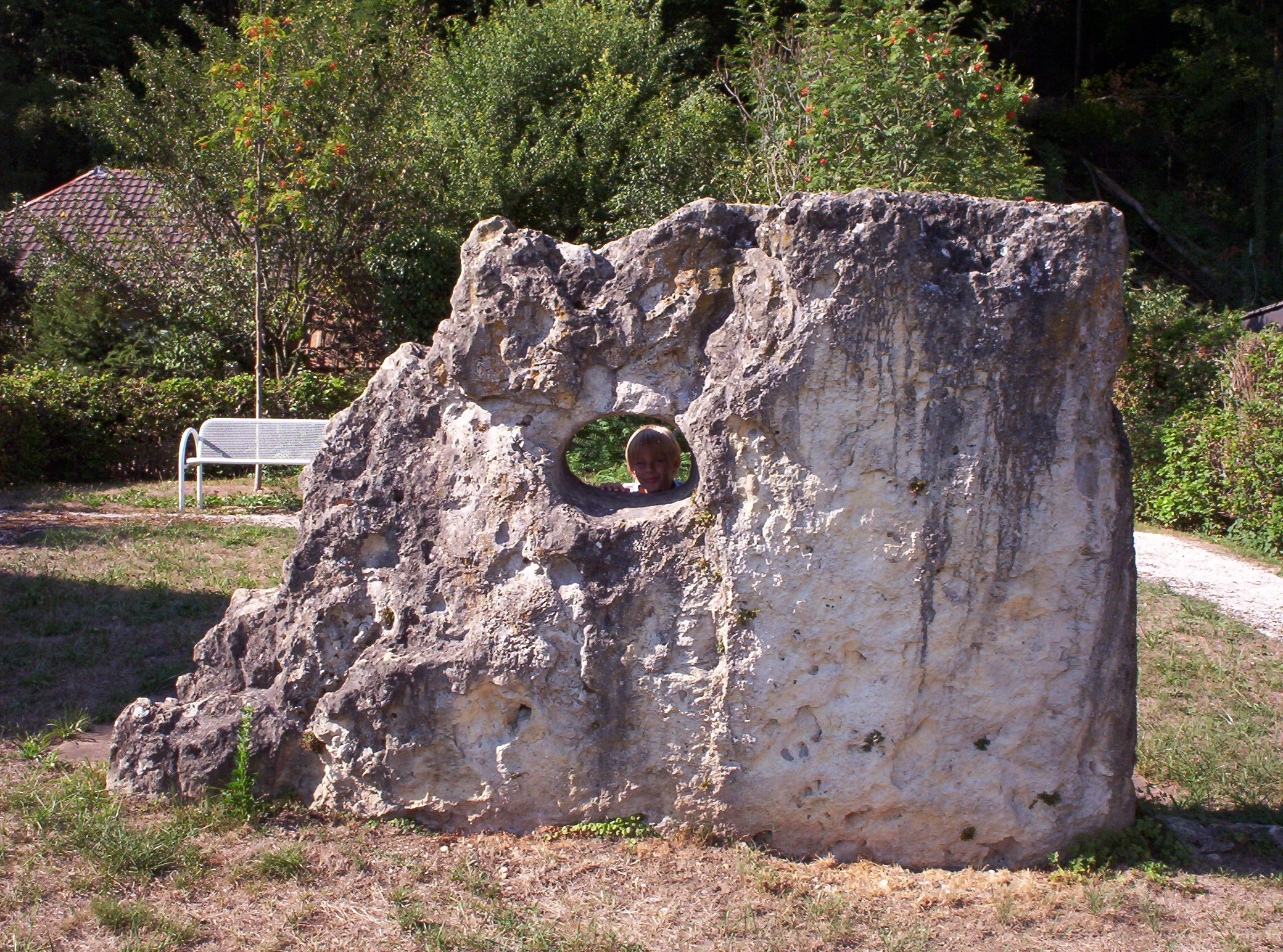
Heidenstein in Schwörstadt

### Schwörstadt
Die Besiedlung der Umgebung Schwörstadts reicht bis in die Steinzeit zurück. Das bezeugt unter anderem der Heidenstein, ein Rest eines Dolmen vom Typ Schwörstadt etwa im Mittelpunkt des Dorfes, der ursprünglich als Eingangsstein einer Megalithanlage diente.
Erstmals urkundlich erwähnt wurde Schwörstadt im Jahre 1246. In einer Urfehde aus dem Jahre 1393, des Johannes Schäfer im Zwist mit der Deutschordenskommende in Beuggen, wird Schwörstadt als „Swestat“ bezeichnet.

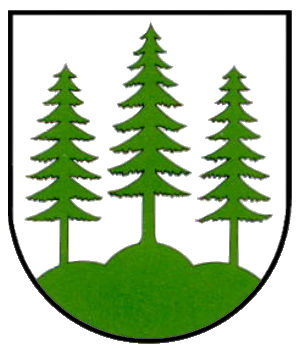
Wappen Dossenbachs

### Dossenbach
Den Ortsteil Dossenbach erreicht man auf der Hochfläche des Dinkelberges. Die Ortschaft wurde erstmals 1247 urkundlich erwähnt. Das bedeutendste Ereignis in der Dossenbacher Geschichte dürfte das berühmte Gefecht bei Dossenbach gewesen sein, in dem am 27. April 1848 während der Badischen Revolution die radikaldemokratische „Deutsche Demokratische Legion“ des Georg Herwegh von den württembergischen Truppen vernichtend geschlagen wurde, nachdem bereits eine Woche zuvor der Heckerzug auf der Scheideck bei Kandern geschlagen worden war.

### Kreiszugehörigkeit
Bis Ende 1972 gehörte Schwörstadt zum Landkreis Säckingen. Als dieser aufgelöst wurde, kam die Gemeinde im Gegensatz zum Großteil des Kreisgebietes nicht zum Landkreis Waldshut, sondern wurde in den Landkreis Lörrach eingegliedert.

### Eingemeindungen
Bereits im Jahre 1929 hatten sich die Gemeinden Ober- und Niederschwörstadt (inkl. Stabhalterei Niederdossenbach) zur Gemeinde Schwörstadt zusammengeschlossen.
Im Rahmen der Gemeindegebietsreform in Baden-Württemberg wurde am 1. Juli 1971 Dossenbach nach Schwörstadt eingemeindet.

## Religionen

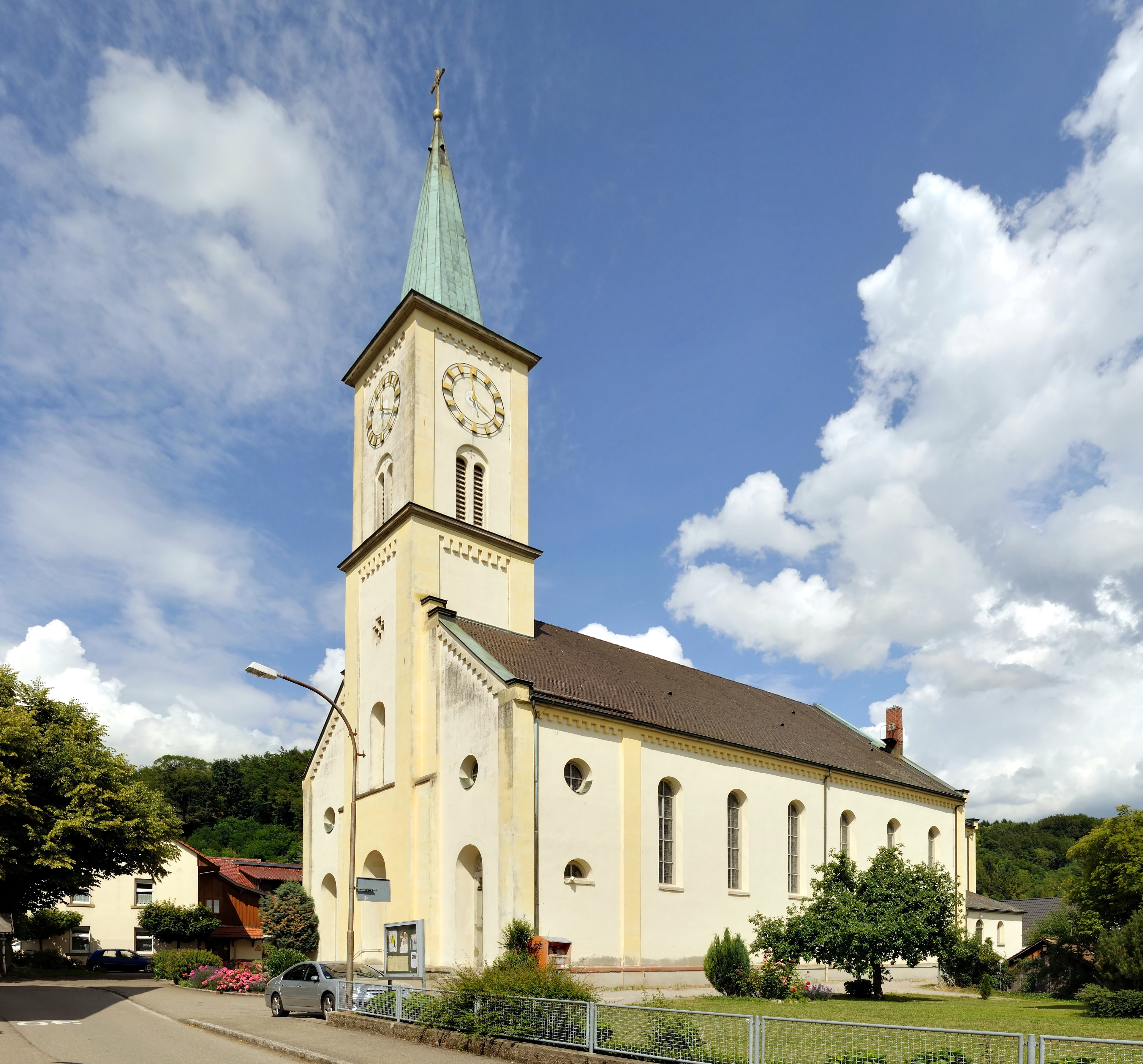
Röm.-kath. Kirche St. Clemens und Urban

Der Ortsteil Dossenbach ist überwiegend evangelisch, weil er historisch zum Oberamt Rötteln der lutherischen Markgrafschaft Baden-Durlach gehörte.
Die Evangelische Kirche in Schwörstadt und die Pfarrkirche in Dossenbach gehören zur Kirchengemeinde Dossenbach im Kirchenbezirk Markgräflerland der Evangelischen Landeskirche in Baden. Darüber hinaus finden auch in der katholischen Mauritiuskapelle in Nordschwaben evangelische Gottesdienste statt.
Die alte Gemeinde Schwörstadt ist überwiegend römisch-katholisch. Sie gehörte bis 1805 zu Vorderösterreich und stand damit unter der Landeshoheit der Habsburger. Die Katholische Pfarrei Schwörstadt ist Teil der Seelsorgeeinheit Wehr im Dekanat Waldshut der Erzdiözese Freiburg.

## Politik

### Bürgermeister
Bürgermeister der Gemeinde war seit 1985 der parteilose Diplom-Finanzwirt (FH) Artur Bugger. Am 22. März 2009 wurde er mit 51,42 Prozent der abgegebenen gültigen Stimmen bei einer Wahlbeteiligung von 75,05 Prozent zum vierten Mal im Amt bestätigt. Er setzte sich dabei im ersten Wahlgang gegen vier Mitbewerber durch. Rund ein halbes Jahr vor Ablauf der regulären Amtszeit kündigte Brugger überraschend am 13. September 2016 an, sein Amt Ende November 2016 aufzugeben. Die anberaumte Neuwahl am 5. Februar 2017 gewann die parteilose Anwältin Christine Trautwein-Domschat mit 60,6 % der abgegebenen Stimmen bei 62,2 % Wahlbeteiligung. Sie trat ihr Amt formell am 15. März 2017 an, ihre Amtseinführung erfolgte am 20. März 2017. Bei der Bürgermeisterwahl am 15. Dezember 2024 wurde Fabio Jenisch mit 51 Prozent der Stimmen zum Bürgermeister gewählt. Amtsinhaberin Trautwein-Domschat erhielt 48,8 Prozent der Stimmen. Jenisch trat das Amt im März 2025 an.

### Gemeinderat
Der Gemeinderat besteht aus den gewählten ehrenamtlichen Gemeinderäten und der Bürgermeisterin als Vorsitzende. Die Bürgermeisterin ist im Gemeinderat stimmberechtigt.
Nach der Kommunalwahl vom 9. Juni 2024 ergab sich die folgende Sitzverteilung:
| Partei/Liste                              | 2024   | 2024   | 2019   | 2019   |
| Partei/Liste                              | Anteil | Sitze  | Anteil | Sitze  |
| ----------------------------------------- | ------ | ------ | ------ | ------ |
| Gemeinsam für Schwörstadt                 | 54,0 % | 5      | --     | --     |
| Miteinander in Schwörstadt                | 46,0 % | 5      | --     | --     |
| CDU                                       | --     | --     | 37,7 % | 5      |
| Freie Wähler                              | --     | --     | 27,9 % | 4      |
| Unabhängige Bürger Schwörstadt/Dossenbach | --     | --     | 34,4 % | 4      |
| Wahlbeteiligung                           | 61,0 % | 61,0 % | 60,7 % | 60,7 % |

### Städtepartnerschaften
Seit Mai 1984 besteht eine Partnerschaft mit der französischen Gemeinde Aillevillers in den Südwestvogesen.

### Ehrenbürger
Im Januar 2019 wurde Wolfgang Klein zum ersten Ehrenbürger von Schwörstadt ernannt. Der gebürtige Königsberger wurde 1922 geboren. Nach dem Zweiten Weltkrieg und der Flucht aus Ostpreußen zog er nach Schwörstadt. In seiner Zeit als Mitbürger widmete er mehrere Werke der Gemeinde. Unter anderem die Werke „Häuser in Schwörstadt und Dossenbach“ (1990), „Die Geschichte der Freiwilligen Feuerwehren in Schwörstadt und Dossenbach“ (1992), „Die Geschichte von Schwörstadt und Dossenbach“ (1993), „Die evangelische Kirchengemeinde Dossenbach“ (1994), „Geschichte des Fischervereins e. V.“ (1999) und „Die Siegel und Wappen der Gemeinde Schwörstadt“ (2018).

### Wappen
„In halbgeteiltem und gespaltenem Schild vorn oben in Schwarz ein goldener, unten in Gold ein schwarzer Ring, hinten in Silber ein aufgerichteter doppelgeschwänzter und goldengekrönter roter Löwe.“ Das Wappen wurde vom Generallandesarchiv Karlsruhe vorgeschlagen und 1929 von der Gemeinde angenommen. Es ist eine Kombination der Wappen der Herrschaft Sausenberg (roter Löwe) und der Freiherren von Schönau.

## Kultur und Sehenswürdigkeiten

### Dialekt
Der gesprochene Dialekt ist Alemannisch. Ein Kuriosum ist, dass sich die Dialekte von Dossenbach und Schwörstadt durchaus unterscheiden. Es existieren sogar verschiedene Wörter für gleiche Begriffe. Dies ist wohl auf die unterschiedliche politische Zugehörigkeit und damit andere geographische Orientierung Dossenbachs zurückzuführen.
Bis zum Ersten Weltkrieg soll auch die Orientierung Schwörstadts, insbesondere Niederschwörstadts (über den 1929 im Zuge des Kraftwerksbaus untergegangenen Ortsteil Im Hof) mehr zum Rhein hin, also Richtung Möhlin gewesen sein. Heute unterscheiden sich die Dialekte von Möhlin und Schwörstadt auch sehr stark, denn seit 200 Jahren gibt es eine Landesgrenze zwischen den beiden Orten.

### Megalith-Denkmäler

Zeugen der Besiedelung in der Jungsteinzeit
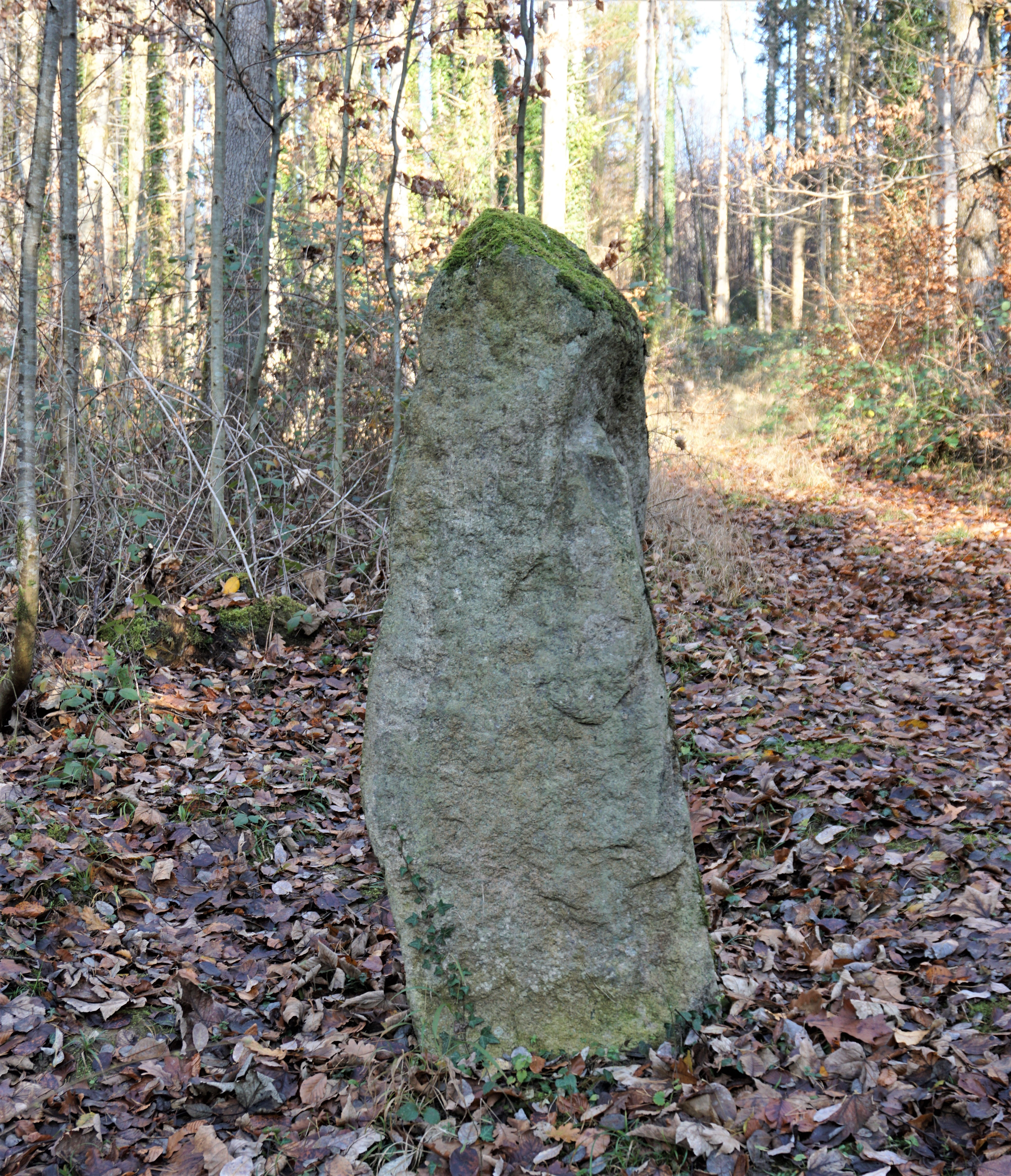
„Hunnenstein“ – Menhir im Wald von Niederdossenbach
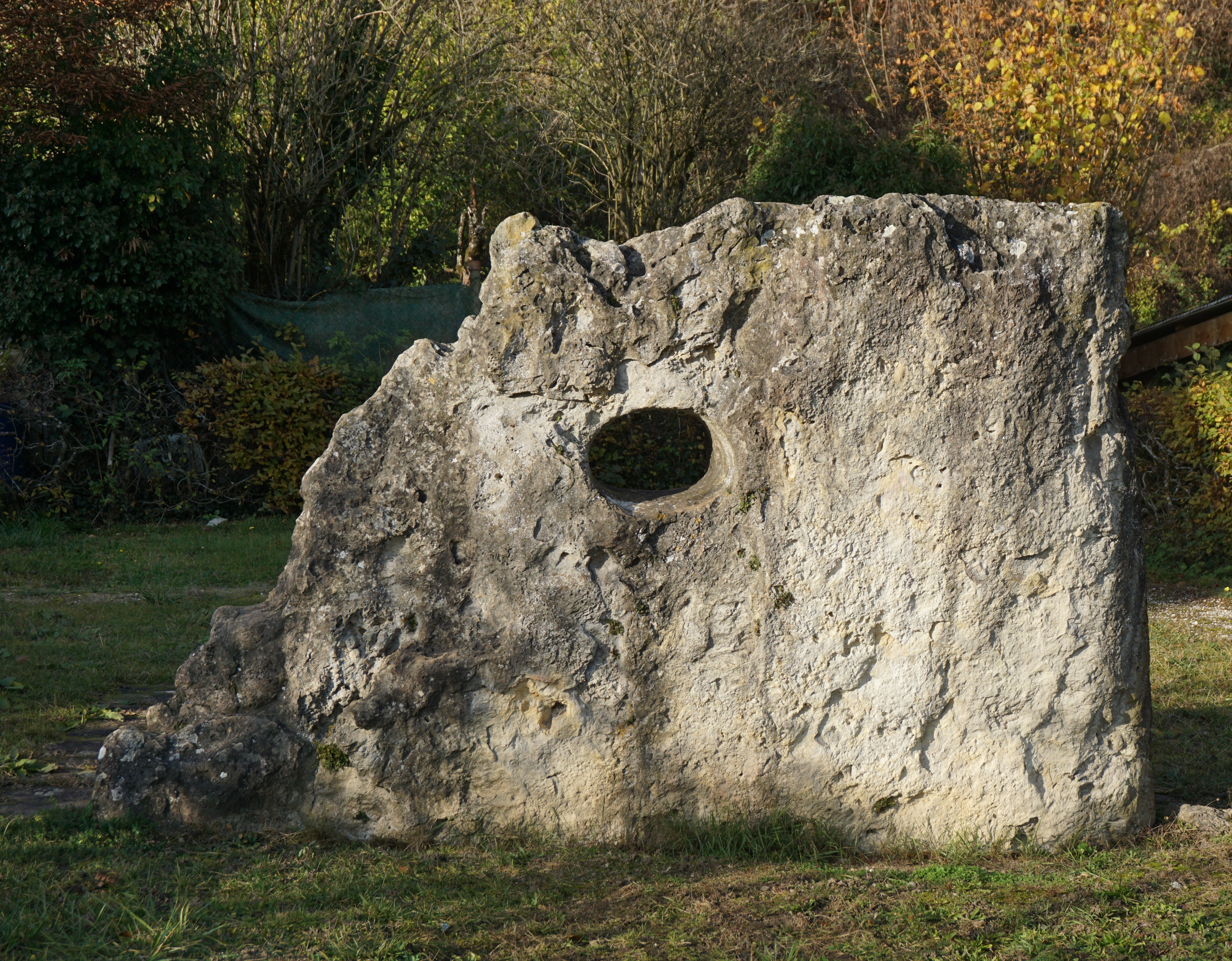
„Heidenstein“ – Dolmen im Wohngebiet von Niederschwörstadt
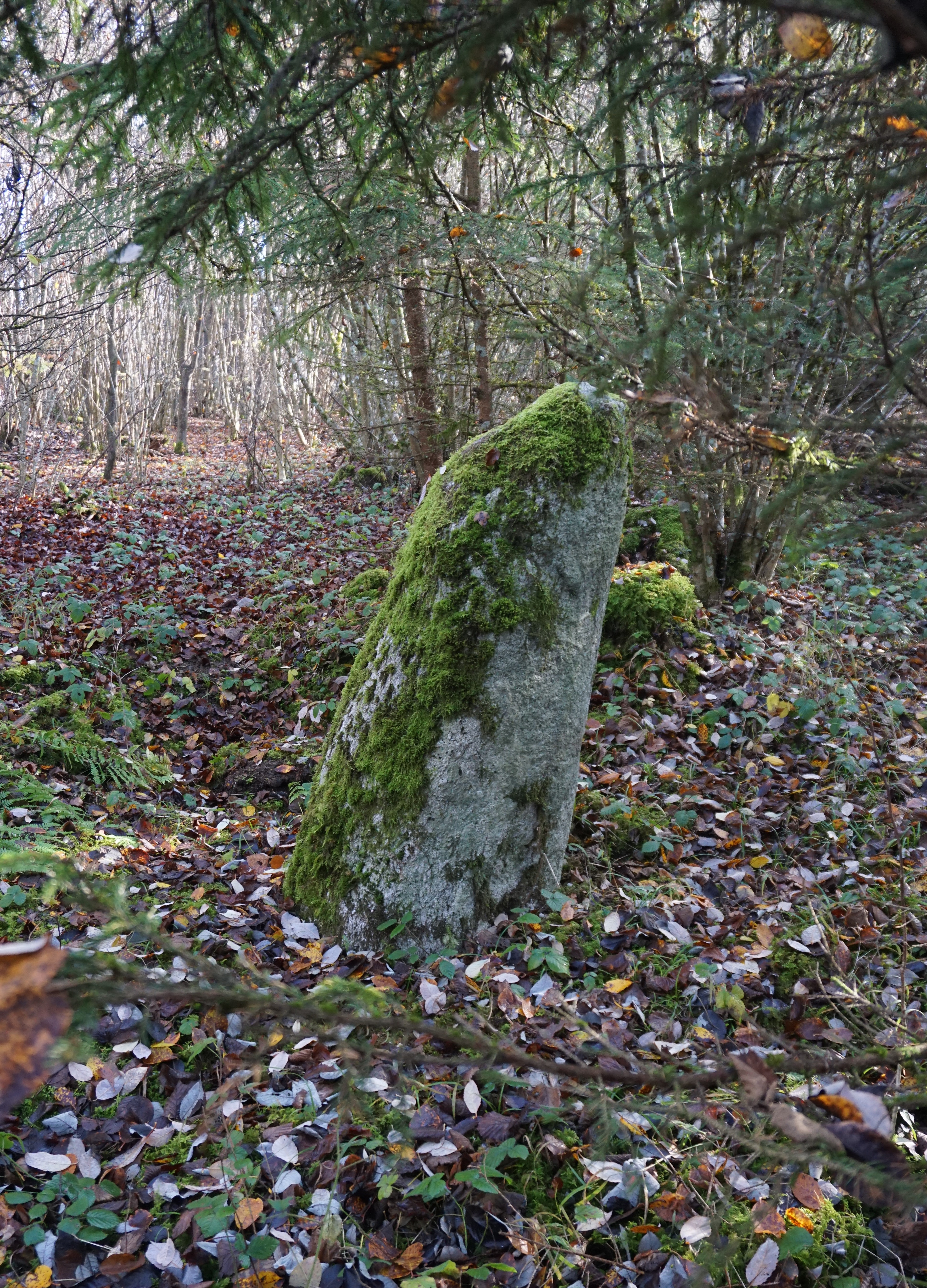
„Der Stein“ – Menhir im Wald von Dossenbach

### Ausflüge
Es besteht eine Schiffsverbindung auf dem Rhein nach Bad Säckingen. Es werden auch zahlreiche Sonderfahrten auf dieser Strecke durchgeführt.
Auf dem Parkplatz gegenüber dem Rathaus ist eine Wandertafel angebracht. Sie bezeichnet verschiedene Wanderungen in und um Schwörstadt.
Weiterhin gibt es ein am Rhein gelegenes Schwimmbad.

## Wirtschaft und Infrastruktur

### Verkehr

#### Bahnverkehr
Schwörstadt ist verkehrsmäßig über die Hochrheinstrecke der Badischen Hauptbahn (Basel – Kreuzlingen) an das Fernverkehrsnetz angebunden.

#### Radverkehr
Durch eine Alltagsroute aus dem Radnetz Baden-Württemberg ist Schwörstadt über Wehr (Ortsteil Brennet) mit Bad Säckingen und mit Rheinfelden (Baden) verbunden.
Durch Schwörstadt verlaufen die folgenden Landes-Radfernwege: 
- Der baden-württembergische Rheinradweg von Konstanz bis Mannheim ist Teil der rechtsrheinischen Variante des Rheinradwegs, der von der Quelle des Rheins am Oberalppass im Schweizer Kanton Graubünden bis zur Mündung bei Rotterdam führt. Er verläuft von Bad Säckingen nach Schwörstadt und weiter über Rheinfelden nach Basel. Er ist am Hochrhein ausgewiesen als Eurovelo-Route 6 (Atlantik - Schwarzes Meer) und 15 (Rheinradweg)[29] und als D-Routen 6 (Donauroute) und 8 (Rhein-Route)[30].
- Auf derselben Trasse verläuft der Südschwarzwald-Radweg durch Schwörstadt. Er führt als Rundweg von Hinterzarten über Waldshut-Tiengen, Basel und Freiburg rund um den Naturpark Südschwarzwald.

#### Straßen
Die Bundesstraße 34 (Basel – Ludwigshafen am Bodensee) führt mitten durch den Ort und verknüpft ihn so mit dem überregionalen Straßennetz. Von der Bundesstraße 34 zweigt nach Norden die Kreisstraße 6353 ab, die über Niederdossenbach und Dossenbach nach Schopfheim führt.

### Kraftwerke

#### Laufwasserkraftwerk Ryburg-Schwörstadt

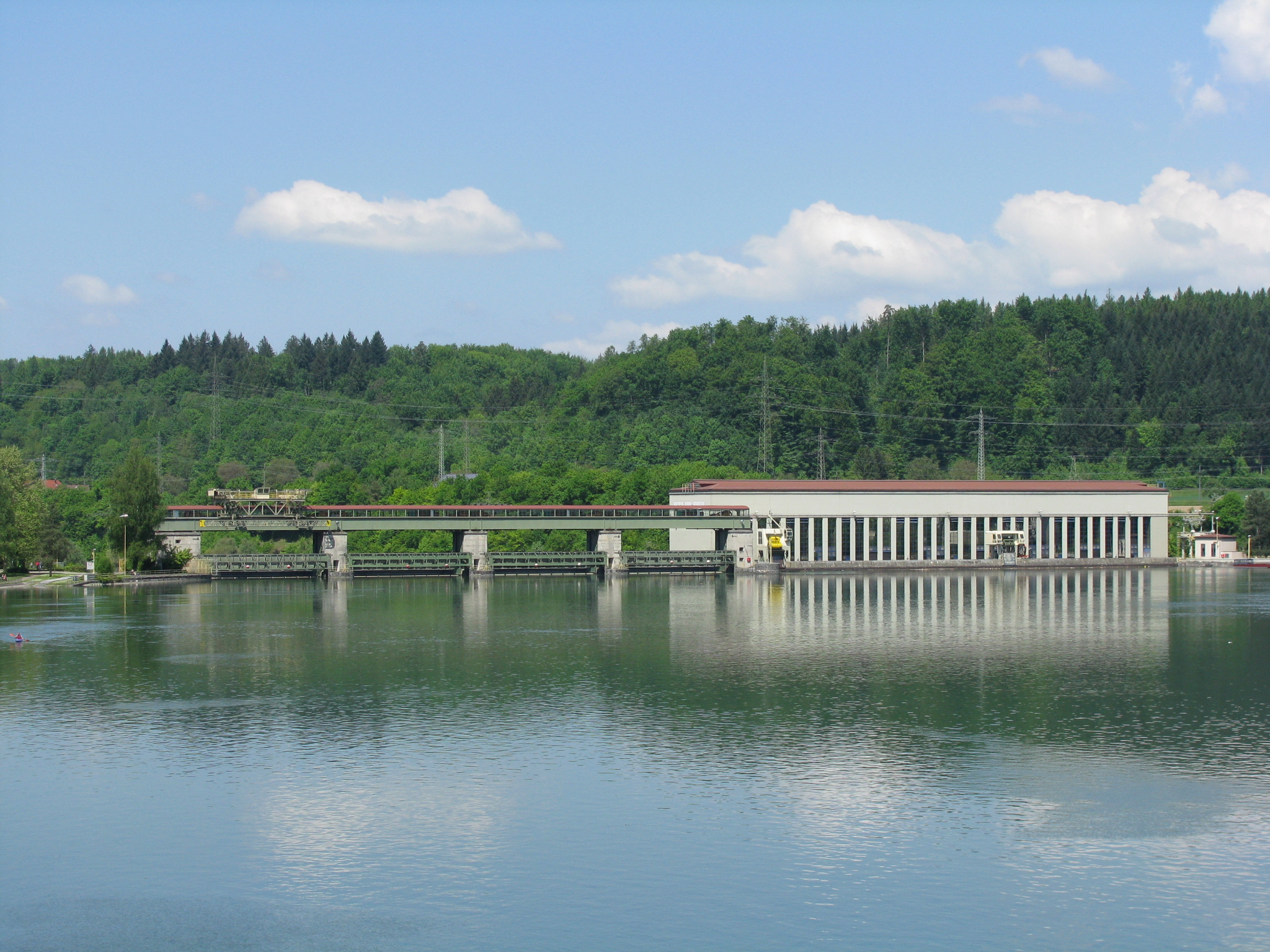
Kraftwerk Ryburg-Schwörstadt von der Oberwasserseite aus

Im Südwesten von Schwörstadt am Rhein befindet sich das Kraftwerk Ryburg-Schwörstadt. Es wurde 1930 in Betrieb genommen und hat eine mittlere Jahresproduktion von 760 GWh mit einer installierten Leistung von 110 MW. Fußgänger und Radfahrer können über die Anlage die Grenze zwischen Deutschland und der Schweiz passieren.

#### Aufgegebene Kernkraftwerkspläne
Ab 1972 war am Ort ein Kernkraftwerk mit drei Blöcken als Druckwasserreaktoren mit einer Leistung von je 1300 MW geplant. Im Mai 1973 befürwortete der Gemeinderat das Projekt. Der Widerstand formierte sich unter anderem in einem „Arbeitskreis gegen Atomkraft Schwörstadt“ (AGAS). 1980 wurde das Vorhaben aufgegeben.

### Müllwirtschaft
Die zum Kreis Waldshut gehörige Kreismülldeponie Lachengraben erstreckt sich im westlichen Teil auf das Gemeindegebiet Schwörstadts. Die Deponie befindet sich auf dem Land von Leopold Freiherr von Schönau-Wehr. Neuer Restmüll wird nicht mehr auf der Deponie eingelagert: Der Hausmüll wird nur noch angeliefert und dann weiter in die Schweiz zur Verbrennung gebracht. Im Mai 2024 wurde auf der Deponie eine neue etwa 1,2 Millionen Euro teure Entgasungsanlage in Betrieb genommen.